# 137e méridien ouest
En géographie, le 137e méridien ouest est le méridien joignant les points de la surface de la Terre dont la longitude est égale à 137° ouest.

## Géographie

### Dimensions
Comme tous les autres méridiens, la longueur du 137e méridien correspond à une demi-circonférence terrestre, soit 20 003,932 km. Au niveau de l'équateur, il est distant du méridien de Greenwich de 15 251 km,.
Avec le 43e méridien est, il forme un grand cercle passant par les pôles géographiques terrestres.

### Régions traversées
En commençant par le pôle Nord et descendant vers le sud au pôle Sud, Le 137e méridien ouest passe par:
| Coordonnées           | Pays, territoire ou mer | Notes |
| --------------------- | ----------------------- | --- |
| 90° 00′ N, 137° 00′ O | Océan Arctique          | |
| 74° 15′ N, 137° 00′ O | Mer de Beaufort         | |
| 68° 55′ N, 137° 00′ O | Canada                  | Yukon Colombie-Britannique — from 60° 00′ N, 137° 00′ O |
| 59° 05′ N, 137° 00′ O | États-Unis              | Alaska |
| 58° 25′ N, 137° 00′ O | Océan Pacifique         | |
| 18° 18′ S, 137° 00′ O | Polynésie française     | Atoll Pukarua |
| 18° 22′ S, 137° 00′ O | Océan Pacifique         | Passe juste à l'ouest de l'atoll Tenararo, Polynésie française (à 21° 18′ S, 136° 45′ O) Passe juste à l'est de Morane atoll, Polynésie française (à 23° 09′ S, 137° 06′ O) |
| 60° 00′ S, 137° 00′ O | Océan Austral           | |
| 74° 43′ S, 137° 00′ O | Antarctique             | Liste des territoires non revendiqués |